# リストラ・マン
『リストラ･マン』（Office Space）は、1999年のアメリカ合衆国の犯罪コメディ映画。監督はマイク・ジャッジ、出演はロン・リビングストンとジェニファー・アニストンなど。非情な企業規定と自身の勤労観の間で翻弄される人々の憤懣を描いている。
日本では劇場未公開だが、WOWOWで『リストラ・マン にっくきボスをとっちめろ』のタイトルで放送された。

## ストーリー
大手のコンピューター企業に勤めるプログラマーであるピーターは、休日もまともに休めず、日々仕事に追われていた。
出勤時は車の渋滞に遭い、会社では、理由をつけて気に入らない誰かをクビにしようと目論む嫌な上司から無理な要求を呑まされる毎日。
上司に加えて、社内の身勝手な同僚にもウンザリしていた。
そんなある日、ピーターの彼女が彼を無理矢理催眠療法のクラスに連れて行くが、治療中に療法士が卒倒、ピーターは催眠にかかったままとなってしまう。
それ以後、すっかり心が解放されたピーターは、会社を無断欠勤する。次の日は堂々と遅刻し、上司専用の駐車スペースに無断駐車、上司の嫌味や小言にも動じず、事務所に私物を持ち込み、真面目に仕事をすることをやめていく。
更に、同じ不満を持ち真面目に勤務をしていたにもかかわらず、リストラ候補に上がってしまった仲の良い同僚と結託し、会社のサーバーにウイルスを流して、資本金の横領を目論む。

## キャスト
- ピーター・ギボンズ: ロン・リヴィングストン
- ジョアンナ: ジェニファー・アニストン
- サミア: アジェイ・ナイデュ
- マイケル・ボルトン: デヴィッド・ハーマン（英語版）
- ミルトン・ワダムズ: スティーヴン・ルート
- ビル・ランバーグ（英語版）: ゲイリー・コール
- トム・スマイコウスキー: リチャード・リール
- アン: アレクサンドラ・ウェントワース（英語版）
- ローレンス: ディードリック・ベーダー（英語版）
- ドリュー: グレッグ・ピッツ（英語版）

## 作品の評価
Rotten Tomatoesによれば、批評家の一致した見解は「マイク・ジャッジは鋭いセリフと機知に富んだジョークを見事に混合し、オフィスでの単調な仕事を激しく風刺している。」であり、100件の評論のうち高評価は80%にあたる80件で、平均点は10点満点中6.80点となっている。
Metacriticによれば、31件の評論のうち、高評価は23件、賛否混在は7件、低評価は1件で、平均点は100点満点中68点となっている。

## その他
- 本作を題材としたゲーム『Office Space: Idle Profits』が[5]、KongregateよりiOS、Android、Steamにて配信されている[6]。